# Joey Ferre
Pour les articles homonymes, voir Ferre.
Joey Ferre, né le 24 janvier 1990 à Purmerend,,,, est un acteur, chanteur, auteur-compositeur, disc jockey et présentateur néerlandais.
L'acteur musical est surtout connu pour Saturday Night Fever, Grease et The Full Monty.

## Filmographie

### Cinéma et téléfilms
- 2015 : Jeuk : Joey, Le professeur de tango
- 2016 : Nieuwe tijden (nl) : Orlando
- 2018 : Goede tijden, slechte tijden : Carlos Ramirez

## Discographie

### Singles
- 2012 : All my love

### Comédie musicale
- 2012 : Saturday Night Fever : Tony Manero
- 2013-2014 : Waarom mannen seks willen en vrouwen liefde
- 2015-2016 : Grease : Trois rôles (Sonny[6] et la doublure de Kenickie & Danny Zuko)
- 2018 : The Full Monty : Berry Terstegen

## Animation
- 2013 : Carlo & Irene: Life4You (nl) : Présentateur